# 波托西主教座堂
波托西和平之后圣殿主教座堂,是一座罗马天主教的宗座圣殿和主教座堂，受巴洛克和新古典主义影响，拥有石砌立面，位于玻利维亚波托西市中心的十一月十日广场（10 de Noviembre Square）。这座教堂建于1808年至1838年间，位于1807年旧教堂倒塌的地方。它的主要推动者是曼努埃尔·萨纳胡亚修士。
主教座堂建于1808年至1836年，采用了十九世纪流行的新古典主义风格，是作者西班牙方济各会修士和建筑师曼努埃尔·德·萨纳胡亚留下的堪称典范的最大作品，他将新古典主义风格引入波托西。除了主教座堂，他还修建了其他建筑，包括宗教建筑和民用建筑。他搬到拉巴斯，1834年在那里去世。

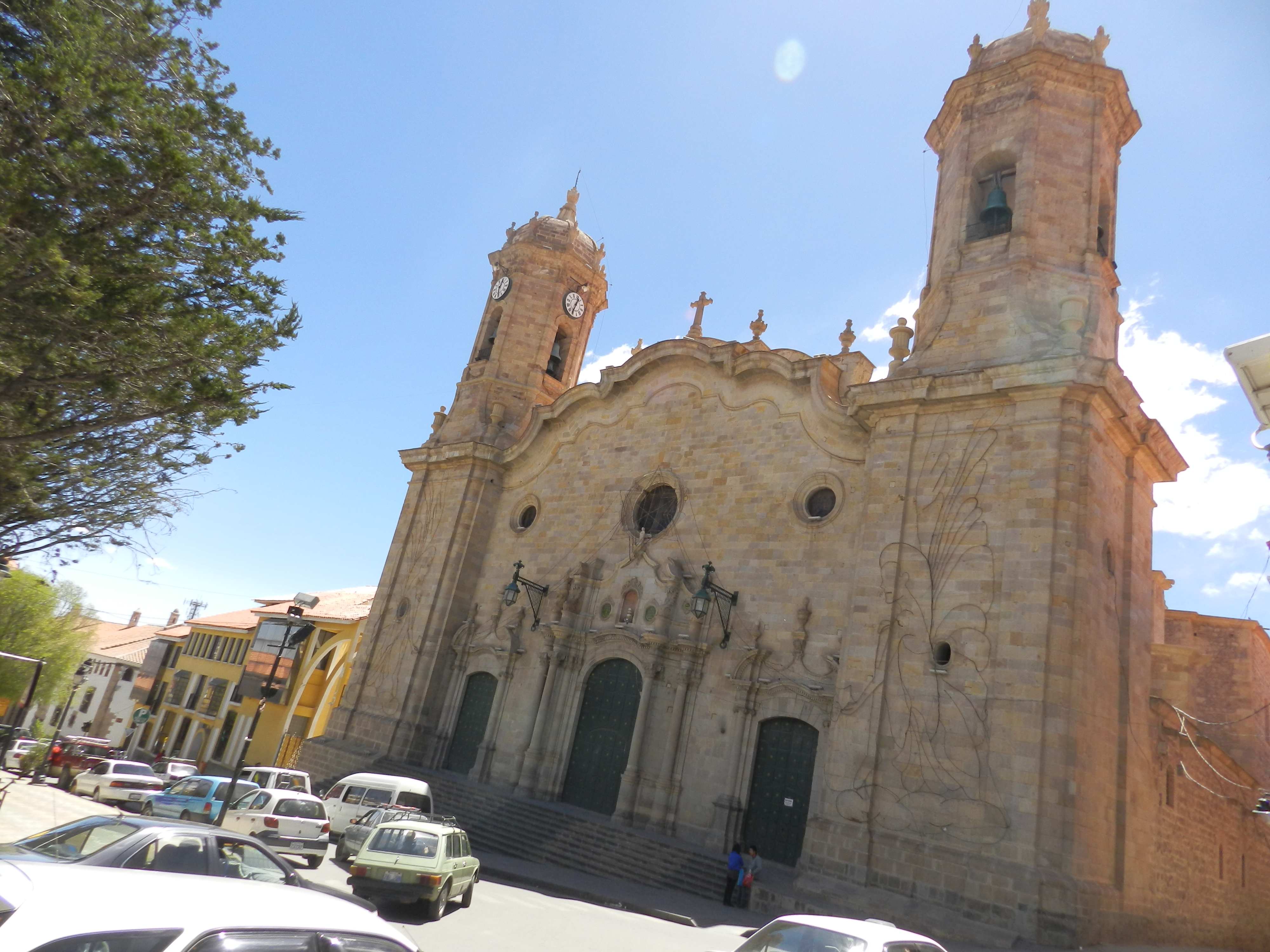